# Hamilton (Misisipi)
Hamilton es un lugar designado por el censo ubicado en el condado de Monroe en el estado estadounidense de Misisipi. En el año 2010 tenía una población de 457 habitantes.
Hamilton está ubicado en la U.S. Route 45, al este del canal Tennessee–Tombigbee, 19 kilómetros al norte de la base aérea de Columbus. La tercera producción de dióxido de titanio más grande del mundo se encuentra en Hamilton

## Historia
Hamilton fue la primera sede de condado del Condado de Monroe. En 1830, el condado fue dividido para formar el Condado de Lowndes en el sur, y la sede del condado fue movida al norte a Aberdeen.
El pueblo original de Hamilton se encuentra al este de su ubicación actual.  El pueblo fue movido cuando el Ferrocarril de Kansas City, Memphis and Birmingham fue construida en los tardes 1880s.

## Economía
Tronox posee una fábrica de dióxido de titanio en Hamilton que produce 225 mil toneladas aproximadamente anualmente. La fábrica también produce 140 mil toneladas de clorato de sodio cada año.

## Geografía
Hamilton se encuentra ubicado en las coordenadas 33°44′25″N 88°24′40″O / 33.74028, -88.41111.

## Gente importante
- J. W. Alexander, músico góspel[6]
- Don Smith, jugador de fútbol americano profesional.[7]